# Amana Colonies

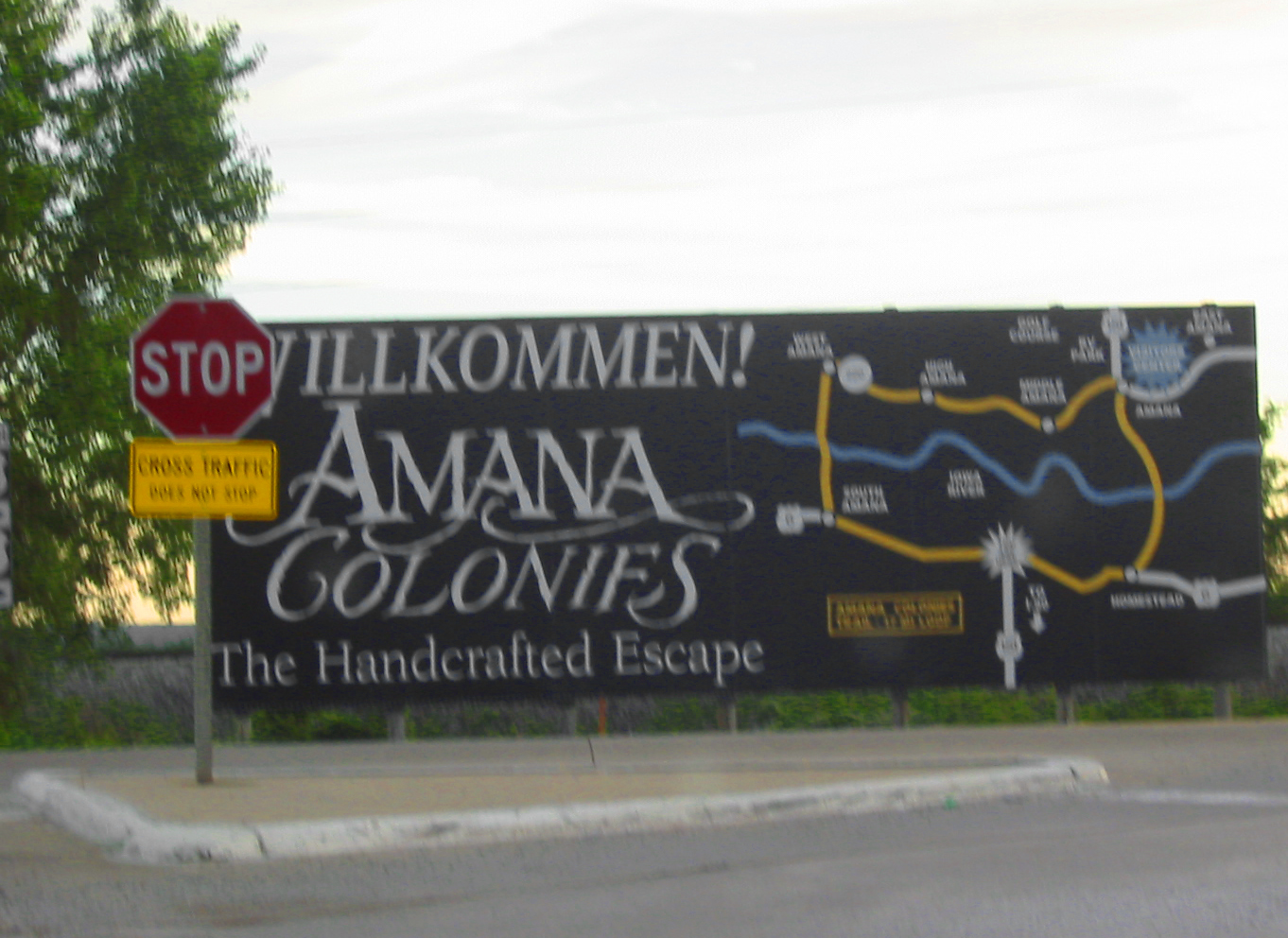
Willkommensschild der Amanakolonien in Iowa

Typisches Haus im Ort

Die Amana Colonies (zu deutsch Amana-Kolonien) bestehen aus mehreren Siedlungen im US-Bundesstaat Iowa. Die Amana sind eine christliche Glaubensgemeinschaft, die auf die pietistische Bewegung der Inspirierten in Deutschland zurückgeht. Sie beruhte in Iowa von 1855 bis 1932 auf Gemeineigentum, kollektiver Arbeit und der Versorgung ihrer Mitglieder aus dem gemeinsam Erwirtschafteten.

## Geschichte

### Ursprung in Frankreich und Süddeutschland
Die Bewegung der Inspirierten (Gemeinde der wahren Inspiration) entstand nach dem gescheiterten Aufstand der französischen Kamisarden in den südfranzösischen Cevennen. Die Kamisarden waren französische Reformierte (Hugenotten), die zum Teil auf die Waldenser zurückgingen. Nach dem Scheitern des Aufstandes fanden viele von ihnen Aufnahme in pietistischen Gemeinden im Südwesten Deutschlands. Hier kamen sie auch in Kontakt mit dem radikalen Pietismus.

### Auswanderung nach Amerika
Von Deutschland wanderte im 19. Jahrhundert schließlich eine Gruppe von etwa 800 Personen nach Amerika aus. Diese siedelten von 1843 an unter dem Namen Ebenezer Society („Ebenezer-Gesellschaft“) bei Buffalo im Bundesstaat New York. Um 1854 wanderten sie weiter nach Iowa.
Im 19. Jahrhundert lebten in Herrnhaag bei Büdingen (Hessen) religiöse Flüchtlinge, die „Amanas“, die von hier aus nach Nordamerika auswanderten.

### Siedlung in Iowa
In der Nähe von Iowa City am Iowa River gründeten sie unter dem Namen Amana mehrere Dörfer (Kolonien), die bis heute bestehen. Die Kolonien wurden nach dem im Hohen Lied Salomos genannten Hügel Amana benannt. Bis 1932 kannte die Gemeinschaft kein Privateigentum. Die Große Depression zwang jedoch zur Aufgabe der Gütergemeinschaft. Auf den sogenannten „Großen Wechsel“ folgte eine etwas individuellere, nicht mehr rein auf Funktionalität ausgerichtete Gestaltung der Siedlungen. Doch noch heute stellen die Dörfer der Amana eine kulturell eigenständige Struktur dar, die immer noch stark vom Deutschen geprägt ist, auch wenn seit 1960 auf Englisch gepredigt wird. Das Amanadeutsche basiert stark auf süddeutschen Dialekten (siehe hierzu auch Pennsylvaniadeutsch). Anders als die Amischen standen die Amana technischen Fortschritten immer offen gegenüber. Trotzdem finden bzw. fanden sich im Glaubensleben starke Parallelen zwischen den pietistischen Inspirierten und den Täufern wie die Ablehnung des Militärdienstes oder des Eides. Freundschaftliche Beziehungen bestanden Ende des 19. Jahrhunderts insbesondere zu den Hutterern, die nach ihrer Einwanderung in die USA 1878 von den Inspirierten der Amanadörfer finanziell unterstützt wurden.

## Gegenwart
Die heute als Amana Church Society bekannte Kirche ist zum Teil auch noch als The Community of True Inspiration („Gemeinde der wahren Inspiration“) bekannt.
Die Amana betreiben bis heute Landwirtschaft. Sie züchteten unter anderem die Tomate Amana Orange.
Die in den Amana-Kolonien entstandene Millstream-Brauerei ist die älteste Brauerei Iowas.
Die Kolonien der Amana sind seit 1965 als Teil der US-amerikanischen National Historic Landmark gelistet. Das Amana Heritage Museum erinnert u. a. an eine Gemeinschaftsküche um 1932.